# 宮腰賢
宮腰 賢（みやこし まさる、1938年3月3日 - ）は、日本の国語教育学者。東京学芸大学名誉教授。

## 人物
東京・板橋生まれ。国民学校一年の時、北海道上川郡多寄村（現士別市）に疎開、高校卒業まで北海道で過ごす。
東京学芸大学卒業。東京都の公立学校教員（地方公務員）として、中学校、高等学校に勤務の後、1972年東京学芸大学助教授、教授、2001年定年退官、名誉教授。
『旺文社全訳古語辞典』『旺文社全訳学習古語辞典』の編者。大学生活協同組合連合会教員理事。学校図書の小・中・高の国語科の教科書編修に参加した。

## 著書
- 『文法全解去来抄・三冊子』旺文社、1970、古典解釈シリーズ
- 『古文の基礎』旺文社、1978
- 『日本語の探検 動詞に見る日本的発想』PHP研究所、1980
- 『基礎からよくわかる国語2(古典)』旺文社、1983
- 『国公立大2次の国語 受験用』旺文社、1985、傾向と対策
- 『まゐる・まゐらす考』桜楓社、1986
- 『四字熟語で遊ぶ 楽しみ学んで一石二鳥』チクマ秀版社、1992
- 『ビジネスのための敬語に慣れる本 仕事を成功に導く人間関係を築く』チクマ秀版社、1994
- 『子どもの語彙を豊かにする指導』国土社、1998
- 『大人の漢字再入門』インデックス・コミュニケーションズ、2007
- 『日本語の難問』宝島社新書 2011
- 『セクシーな日本古典文学』宝島社、2012

### 共編著
- 『言語の研究』井上尚美共著、学芸図書、1977
- 『傾向と対策 古典(古文 漢文) 新制度入試への徹底対策 国公立大=共通一次・二次、私立大受験用』林田明,鳥居正博共著、旺文社、1978、大学入試対策シリーズ
- 『チクマ類語・反対語辞典』片桐大自共編著、千曲秀版社、1980
- 『基礎からよくわかる国語1』田近洵一共著、旺文社、1982
- 『故事ことわざ辞典 現代に生きる』編、旺文社、1983
- 『国語史要説』金田弘共編著、秀英出版、1987
- 『チクマ文章書き方辞典』共編、千曲秀版社、1987
- 『大学生の読書問題とは何か』編、全国大学生活協同組合連合会、1988、Unico books
- 『旺文社全訳古語辞典』桜井満共編、旺文社、1990
- 『つまずきを乗り越えることばの指導 語彙指導実践研究会-教室からの提言』語彙指導実践研究会著 宮腰編、学校図書、2000
- 『日本語力測定試験問題集 標準編(5級-3級対応) 』編著、日本語学研究所 2001
- 『旺文社全訳学習古語辞典』石井正己,小田勝共編、旺文社、2006
- 『旺文社全訳古語辞典 第4版』石井正己,小田勝共編、旺文社、2011